# Aida (musical)
Aida è un musical in due atti su libretto di Linda Woolverton, Robert Falls e David Henry Hwang; è ispirato all'omonima opera di Giuseppe Verdi (basata su un soggetto originale di Auguste Mariette). Il musical, prodotto dalla Walt Disney Theatrical, contiene brani musicali composti da Sir Elton John (musica) e Sir Tim Rice (parole).
L'idea della produzione del musical nacque da un libro di racconti per bambini del soprano Leontyne Price (illustrato da Leo e Diane Dillon).
Inizialmente intitolato Elaborate Lives: The Legend of Aida, fu testato ad Atlanta nel 1998. Lo show venne in seguito riprodotto e rivisto, e fu presentato al Cadillac Palace di Chicago il 12 novembre 1999.
Reintitolato finalmente Elton John and Tim Rice's Aida, ebbe luogo a Broadway dal 23 marzo 2000 al 4 settembre 2004, per un totale di 1.852 rappresentazioni e 30 anteprime. Grazie all'enorme successo conseguito dal musical in questa sede, si decise di intraprendere un tour mondiale, che ha toccato per la prima volta l'Italia nel 2007. A poca distanza di tempo dalla rappresentazione a Broadway, inoltre, sono nate diverse produzioni internazionali in molti Paesi del mondo.

## Trama
La trama si ricollega all'Aida di Verdi: Aida, Principessa etiope, viene catturata e condotta in schiavitù in Egitto. Radames, un comandante militare, è combattuto nella scelta tra il suo amore per Aida e la sua fedeltà al Faraone. A complicare ulteriormente le cose, Radames è amato da Amneris, la figlia del Faraone, ma non ricambia il sentimento della Principessa.

### Atto I
In un'ala di un moderno museo egiziano, un uomo e una donna si scambiano degli sguardi d'amore. Una statua di Amneris viene a vita (Every Story is a Love Story). Amneris ci trasporta nell'antico Egitto, dove Radames, capitano delle truppe egiziane, sta ritornando in patria dopo una spedizione contro la Nubia, acerrima nemica del suo popolo (Fortune Favors the Brave). Quando i suoi soldati catturano un gruppo di donne, egli è affascinato da una di esse, Aida, che cerca di liberarsi duellando con uno dei soldati; quest'ultimo aveva infatti cercato di costringerla a lavargli la schiena, ma lei aveva rifiutato, affermando l'impossibilità degli egiziani di appropriarsi dell'orgoglio dei nubiani (The Past is Another Land). Radames salva le donne e le invia al Palazzo Reale; Aida diviene serva della Principessa Amneris, promessa sposa di Radames e figlia del Faraone. In seguito, il ministro Zoser (padre di Radames) saluta il figlio annunciandogli che il Faraone è morente, e che quindi egli deve prepararsi a diventare il prossimo Principe d'Egitto (Another Pyramid). In realtà, il Faraone era stato avvelenato da Zoser, al fine di accelerare l'ascensione al trono di Radames.
Il servo nubiano del protagonista, Mereb, è un giovane che ha imparato come sopravvivere in Egitto. Mentre Aida viene consegnata ad Amneris, Mereb la riconosce come la figlia del Re nubiano, sotto il quale egli aveva servito mentre era in Nubia. Ella lo prega di mantenere segreta la propria identità, altrimenti gli egiziani l'avrebbero uccisa (How I Know You). Aida piace subito alla Principessa egiziana, e capisce che l'ostentazione di un carattere frivolo e amante della moda le serve esclusivamente per mascherare le proprie insicurezze (My Strongest Suit). In un banchetto, Amneris e Radames apprendono dal Faraone la notizia del loro imminente matrimonio, che dovrà celebrarsi entro sette giorni. Questo distrugge il capitano (Fortune Favors the Brave (Reprise)), infatuato di Aida, e causa profondo rammarico ad entrambi i protagonisti (Enchantment Passing Through).
Più tardi, quella notte, Amneris è preoccupata per le condizioni del padre e trova in Aida la persona giusta che la capisca e la incoraggi (My Strongest Suit (Reprise)). All'improvviso, Radames entra in camera della fidanzata e strappa ad Aida una conversazione solitaria: egli manifesta quindi la propria crescente attrazione verso di lei. Aida viene quindi portata da Mereb all'accampamento nubiano: la Principessa si presenta al suo popolo, più agguerrita che mai (Dance of the Robe), ma non rivela la propria identità al capitano egiziano. Quando implora Radames di aiutare la sua gente, egli le apre il suo cuore, spogliandosi dei suoi beni (Not Me) e dichiarando il suo amore per Aida (Elaborate Lives). La protagonista, allora, si lascia cadere nelle braccia del capitano; ma la loro felicità viene interrotta dalla notizia della cattura di Amonasro, Re dei nubiani, da parte degli egiziani. Impossibilitato a confortare Aida, Radames la lascia angosciata; subito dopo, ella mobilità il suo popolo, affermando che la Nubia non morirà mai (The Gods Love Nubia).

### Atto II
Aida, Amneris e Radames sono in conflitto con i propri sentimenti e la propria lealtà (A Step Too Far). Aida e Mereb riescono ad entrare nella cella di Amonasro; la Principessa si riunisce al padre, e Mereb progetta un piano di fuga con il Re. L'evasione dovrà avvenire durante i festeggiamenti del matrimonio di Amneris e Radames. Per salvare il padre e la sua nazione, Aida deve tradire l'uomo che ama (Easy as Life). Nel frattempo, Zoser scopre l'amore del figlio per la Principessa nubiana e lo mette in guardia circa la sua decisione, che potrebbe costargli il trono. Radames non intende obbedire al padre (Like Father, Like Son) e si oppone alla sua volontà. Zoser ordina quindi ai suoi uomini di trovare Aida e di ucciderla.
Al campo nubiano, Aida riceve una comunicazione scritta da Radames: egli si scusa per l'atteggiamento sconsiderato che aveva assunto alla notizia della cattura di Amonasro (Radames' Letter). Quando arrivano i soldati egiziani in cerca di Aida, una donna nubiana, Nehebka, immola se stessa pur di salvare la Principessa. Ancora più determinata a lasciare per sempre Radames, Aida va quindi a dirgli addio, nonostante Mereb tenti di calmarla (How I Know You (Reprise)). Radames la informa di aver rinunciato ai propri impegni, e quindi al matrimonio; Aida sa però che questo rovina la fuga del padre, e dice al capitano che egli deve obbligatoriamente sposarsi (Written in the Stars). Radames accetta, a condizione che essi fuggano su una barca da lui appositamente fornita. I due infelici amanti si separano, ma Amneris ha origliato l'intera conversazione e cerca di affrontare il fatto che il suo matrimonio si rivela essere nient'altro che una farsa (I Know the Truth).
La notizia della fuga di Amonasro perturba le nozze di Amneris. Radames apprende la verità sulla reale identità di Aida quando, accompagnatala alle banchine, la vede con il padre. Egli è arrabbiato con lei per essere stato tenuto all'oscuro di tutto, ma la Principessa gli dice che non ha mia mentito circa il suo amore. Nel caos che intanto è derivato dalla fuga del Re dei nubiani, Mereb difende i protagonisti, ma è ferito mortalmente da Zoser; rende comunque possibile la fuga di Amonasro tagliando una corda che ancorava la barca alla banchina. A terra rimangono Radames, Aida e Mereb, che muore tra le braccia del suo padrone e della sua amata Principessa. I due protagonisti sono arrestati per tradimento. Al processo, il Faraone condanna a morte sia Aida che Radames: dovranno essere sepolti vivi. Amneris convince il padre a lasciarli in una stessa tomba, un atto di misericordia per due persone che ha imparato ad amare. Nell'affrontare la morte, Aida guarda Radames per farsi forza (Elaborate Lives (Reprise)). Mentre vengono lentamente privati della luce e dell'aria, Radames le giura di attraversare anche un centinaio di vite pur di ritrovarla.
Si ritorna all'inizio della storia, al museo egizio. Lo spirito di Amneris rivela come ella sia poi stata incoronata Faraona d'Egitto, e come la morte degli amanti abbia dato vita a una duratura pace tra l'Egitto e la Nubia; nota però come stranamente l'uomo e la donna siano attratti reciprocamente. Essi sono le reincarnazioni di Aida e Radames, ritrovatisi in un nuovo inizio (Every Story is a Love Story (Reprise)).

## Il cast di Broadway
A Broadway, Heather Headley interpretò il ruolo di Aida; Adam Pascal interpretava Radames, e Sherie René Scott recitava nei panni di Amneris.
Il resto del cast comprendeva Tyrees Allen (Amonasro), John Hickok (Zoser), Daniel Oreskes (il Faraone), Damian Perkins (Mereb) e Schele Williams (Nehebka). Idina Menzel interpretò il ruolo di Amneris nel 2001. Il ruolo di Aida fu interpretato anche da cantanti come Deborah Cox, Toni Braxton e Michelle Williams.
Il musical era diretto da Robert Falls, con coreografia di Wayne Cilento, suono di Steve Kennedy e luci di Natasha Katz. L'allestimento e i costumi erano opera di Bob Crowley; la direzione musicale era affidata a Paul Bogaev. Il consulente creativo era Henry David Hwang.

## Storia del cast
Della rappresentazione dello show ad Atlanta, soltanto Heather Headley e Sherie René Scott proseguirono nell'interpretare i propri ruoli anche a Broadway. Pascal si unì durante la messa in scena a Chicago. Il 13 novembre 1999, al Cadillac Palace, un incidente ferì Headley e Pascal durante la parte finale del musical. Al culmine dello spettacolo, infatti, i due attori erano stati trasportati in un box sospeso (la tomba di Radames e Aida), ma il sostegno non resse. Il box cadde quindi a terra e sprofondò a circa otto piedi dallo stage. Un successivo comunicato stampa della manifestazione dichiarò la lievità delle ferite dei due protagonisti, presi in esame al Northwestern Memorial Hospital. Entrambi furono rilasciati dall'ospedale poche ore più tardi. Da allora in poi, il box fu posizionato a terra.
Lo scenario originale, allestito ad Atlanta e costato circa 10 milioni di dollari, era quasi vuoto, e mostrava solo una specie di piramide dorata del peso di sei tonnellate. Essa, spinta da controlli pneumatici, poteva essere ruotata: questo dava la possibilità di ricreare diverse località, come la poppa di una nave o una tomba. Tuttavia, a Chicago tutta l'ambientazione fu allestita diversamente: nulla è rimasto nella nuova produzione della scenografia originale di Atlanta.

## Musica
I brani musicali composti da Elton John sono stilisticamente eclettici: Another Pyramid è un moderno pezzo reggae; The Gods Love Nubia è un tuffo nel gospel. Invece, Not Me, Elaborate Lives, A Step Too Far e Written in the Stars sono chiaramente di ispirazione pop. La musica africana influenza molto le registrazioni (come in The Lion King Soundtrack), così come quella d'ispirazione araba e indiana.
Grazie all'apporto musicale, Aida vinse un Tony Award e un Grammy Award, fruttando quindi questi riconoscimenti a Sir Elton John e Sir Tim Rice.
Atto I
- Every Story Is a Love Story - Amneris
- Fortune Favors the Brave - Radames e i soldati
- The Past Is Another Land - Aida
- Another Pyramid - Zoser e i ministri
- How I Know You - Mereb e Aida
- My Strongest Suit - Amneris e le donne del palazzo
- Enchantment Passing Through - Radames e Aida
- My Strongest Suit (Reprise) - Amneris e Aida
- The Dance of the Robe - Aida, Nehebka e i Nubiani
- Not Me - Radames, Mereb, Aida e Amneris
- Elaborate Lives - Radames e Aida
- The Gods Love Nubia - Aida, Nehebka e i Nubiani

Atto II
- A Step Too Far - Amneris, Radames e Aida
- Easy As Life - Aida
- Like Father Like Son - Zoser, Radames e i ministri
- Radames' Letter - Radames
- How I Know You (Reprise) - Mereb
- Written in the Stars - Aida e Radames
- I Know the Truth - Amneris
- Elaborate Lives (Reprise) - Aida e Radames
- Every Story Is a Love Story (Reprise) - Amneris

Il brano Fortune Favors the Brave (Reprise) non è presente nel CD Elton John and Tim Rice's Aida: the Original Broadway Cast Recording (2000).

## Produzioni musicali
Per Aida furono prodotti:
- Elton John and Tim Rice's Aida, noto anche come il Concept Album, pubblicato nel 1999, e quindi prima della produzione teatrale finale a Broadway. I brani sono cantati da Elton e da altre star.
- Elton John and Tim Rice's Aida: the Original Broadway Cast Recording, pubblicato nel 2000 e contenente i brani cantati dagli attori del cast.
- Diverse produzioni in lingua straniera (olandese, tedesco, ungherese e giapponese).

## Produzioni internazionali
Aida è stato prodotto anche nel Regno Unito, in Germania, in Svizzera, in Giappone, nella Corea del Sud, nei Paesi Bassi, in Uruguay, in Australia, nelle Filippine, in Messico, in Croazia, in Perù, in Argentina, in Estonia, in Canada, in Ungheria, in Brasile, in Svezia, in Cinain Israele e in Italia.
È stato tradotto in 13 lingue: tedesco, italiano, giapponese, coreano, olandese, spagnolo, estone, francese, ungherese, croato, portoghese, svedese ed ebraico.

## L'approdo in Italia
Aida è approdato in Italia nel 2007, e precisamente a Genova. Ha avuto un successo strepitoso: i componenti del cast erano Lidia Molinari (Aida), Franco Borfiga (Radames), Simona Marrocco (Amneris), Tommaso Valseri (Mereb), Agostino Marafioti (Zoser), Elisa Turchi (Nehebka), oltre a Camilla Valseri, Elisa Giuliani, Ilaria Ferrari, Isabelle Ferreria, Luigi Luxardo, Marco Dogliotti, Martina Costarelli, Maurizio Launi, Mauro Macciò, Marzia Romei, Simone Pastorino, Simona Carlini e Sonia Carboni.
Nel 2009, lo spettacolo è ritornato in Italia per una serie di nuove date, e ha ricevuto critiche sostanzialmente positive.

## Versione cinematografica
La Walt Disney aveva pensato di rendere il musical un film, subito dopo il successo conseguito a Broadway. Tutto avrebbe dovuto essere pronto per il 2010. Allora pareva che esistesse la possibilità che Beyoncé Knowles interpretasse Aida, mentre Christina Aguilera avrebbe potuto calarsi nei panni di Amneris. Nessuna notizia era invece trapelata circa il personaggio di Radames.

## Premi e riconoscimenti
Tony Awards
- Miglior colonna sonora originale (Elton John, Tim Rice) (vincitori)
- Miglior attrice protagonista in un musical (Heather Headley) (vincitrice)
- Miglior scenografia (Bob Crowley) (vincitore)
- Migliore luce (Natasha Katz) (vincitrice)
- Migliori costumi (Bob Crowley) (nominato)

Drama Desk Award
- Miglior attrice protagonista in un musical (Heather Headley) (vincitrice)

Grammy Awards
- Elton John and Tim Rice's Aida: Original Broadway Cast Recording (Elton John, Tim Rice), migliore album di uno spettacolo (vincitore)